# Galvarinus chilensis
Galvarinus chilensis — вид змій родини полозових (Colubridae). Мешкає в Чилі і Аргентині.

## Поширення і екологія
Galvarinus chilensis широко поширені в Чилі (від пустелі Атакама на південь до островів Чилое), а також в Андах на заході Аргентини, в провінціях Неукен, Чубут і Ріо-Негро. Вони живуть в різноманітних природних середовищах, зокрема в пустелях, помірних чагарникових заростях, в заростях чилійського маторралю, на високогірних луках пуна і в помірних лісах. Зустрічаються на висоті до 2800 м над рівнем моря. Є живородними, живляться амфібіями.

## Збереження
МСОП класифікує стан збереження цього виду як близький до загрозливого. Galvarinus chilensis загрожує знищення природного середовища.